# Coupe des clubs champions européens de futsal
La Coupe des clubs champions européens de futsal est une compétition annuelle de futsal regroupant les champions nationaux du continent européen créée en 1984. Elle est remplacée par la Coupe de futsal de l'UEFA en 2001.
Le vainqueur de la compétition est qualifié pour la Coupe intercontinentale de futsal.

## Histoire
Début janvier 1985, la première compétition européenne de club de futsal a lieu à Viterbe, en Italie. Quatre clubs sont invités : les champions d'Espagne, des Pays-Bas, d'Italie et de Belgique,. Dans un tournoi à élimination directe, les belges du ZVC Hoboken deviennent le premier champion d'Europe en battant les néerlandais du FC Kras Boys en finale après prolongation (4-3).
Pour la deuxième édition, en janvier 1986 et toujours en Italie (Rome), l'Espagne n'est pas représentées. Le ZVC Hoboken étant tenant du titre, la Belgique possède deux représentants avec le champion ZVK Hasselt,. La finale voit de nouveau s'affronter les équipes belges et néerlandaises. Le représentant hollandais Drei Keuninge prend cette fois le dessus sur Hasselt, aux tirs au but (3-3 tab 4-2).
En 1987, la compétition passe à six clubs. Le champion du Danemark est le nouvel invité tandis que l'Espagne effectue son retour. Le vice-champion néerlandais est cette fois aussi invité, le tenant du titre européen Drei Keuninge reportant un second titre national de suite. Aux Pays-Bas, les Danois du Næstved BK sont sacrés contre les belges du ZVK Hasselt, qui enchaînent une seconde défaite en finale (7-0).
La quatrième édition en janvier 1988 voit un retour à quatre clubs participants. Le champion hongrois fait son apparition aux côtés des belges, hollandais et italiens. La compétition a pour la première fois lieu dans un lieu neutre, la Yougoslavie. La compétition est coordonnée par un délégué de la FIFA, qui constitue le premier lien connu entre l'instance internationale du football et la Coupe des clubs champions européens. Les quatre clubs s'affrontent en un seul groupe. Le ZVK Ford Genk remporte ses trois rencontres et le titre.
L'édition suivante a aussi lieu en 1988, fin décembre. Le tournoi comprend huit équipes, dont trois sont pour la première fois du même pays, celui hôte de la Hongrie, et deux de la ville d'accueil Debrecen. Le champion yougoslave et son dauphin ainsi que l'équipe titrée en Autriche découvrent le tournoi. Les clubs yougoslaves remportent les deux groupes, suivis de deux hongrois qu'ils éliminent en demi-finale. La première finale 100% nationale est remportée par le MNK Uspinjaca (3-0).
En décembre 1989, la Coupe des champions retrouve son format initial avec les champions espagnols, italiens, néerlandais et belges. À domicile, le Roma RCB prend le meilleur sur le La Garriga Isolar (2-1). Après deux défaites en finale, le ZVK Hasselt connaît son troisième podium en autant de participations.

Il faut attendre quinze mois entre l'édition jouée en fin d'année et la suivante, décalée en mars 1991. Le champion d'Espagne et futur club majeur en Europe, l'Interviu, accueille la compétition à Madrid, sans représentant belge mais avec les champions hongrois, yougoslaves et soviétique. 

## Organisation

### Format
| Évolution du format | Évolution du format | Évolution du format       |
| Édition             | Nb                  | Format                    |
| ------------------- | ------------------- | ------------------------- |
| 1984-85             | 4                   | élimination directe       |
| 1985-86             | 4                   | élimination directe       |
| 1986-87             | 6                   | 2 groupes + élim. directe |
| 1987-88             | 4                   | 1 groupe                  |
| 1988-89             | 8                   | 2 groupes + élim. directe |
| 1989-90             | 4                   | 1 groupe + finale         |
| 1990-91             | 6                   | 2 groupes + élim. directe |
| 1993-94             | 6                   | 2 groupes + finale        |
| 1994-95             | 6                   | 2 groupes + finale        |
| 1995-96             | 6                   | 2 groupes + finale        |

Les équipes participantes sont invitées à la compétition.
Lors des deux premières éditions, quatre équipes se départagent en tournoi à élimination directe sur deux jours,. En 1987, deux nouvelles équipes s'ajoutent. Une phase de groupe à trois équipes est mise en place avant la phase finale disputée par les deux premiers de chaque poule. La quatrième édition en janvier 1988 voit un retour à quatre clubs participants qui s'affrontent en un seul groupe joué en tournoi toutes rondes sur trois jours. En fin d'année, huit clubs s'affrontent en deux groupes de quatre clubs, suivi d'une phase finale à élimination directe. 
En décembre 1989, la Coupe des champions retrouve son format initial avec les champions espagnols, italiens, néerlandais et belges. Après s'être affronté en groupe, les deux premiers clubs disputent la finale et les deux autres équipes le match pour la troisième place.

### Lieu de la compétition
L'Italie accueille les deux premières éditions à Viterbe et Rome. Maastricht et les Pays-Bas sont ensuite hôtes. En 1988, pour la quatrième édition, la compétition a pour la première fois lieu dans un lieu neutre, la Yougoslavie. Après une étape en Hongrie, à Debrecen, la compétition revient pour la première fois dans une ville déjà fréquentée, Rome.
De 1991 à 2001, la compétition a lieu six fois sur neuf en Espagne, deux fois à Moscou (Russie) et une troisième fois à Rome.

## Palmarès

### Palmarès par édition
| #  | Saison  | Lieu de la finale  | Vainqueur              | Finaliste                 | Score              |
| -- | ------- | ------------------ | ---------------------- | ------------------------- | ------------------ |
| 1  | 1984-85 | Viterbo            | ZVC Hoboken            | FC Kras Boys              | 4-3 ap             |
| 2  | 1985-86 | Rome               | Drei Keuninge          | ZVK Hasselt               | 3-3 tab 4-2        |
| 3  | 1986-87 | Maastricht         | Næstved IF             | ZVK Hasselt               | 7-0                |
| 4  | 1987-88 | Velenje            | ZVK Ford Genk          | FC Kras Boys              | groupe             |
| 5  | 1988-89 | Debrecen           | MNK Uspinjaca          | MNK Kutina                | 3-0                |
| 6  | 1989-90 | Rome               | Roma RCB               | La Garriga Isolar         | 2-1                |
| 7  | 1990-91 | Madrid             | Interviú Lloyd's       | AR Freixieiro             | 7-0                |
| -  | 1991-92 | pas de compétition | pas de compétition     | pas de compétition        | pas de compétition |
| -  | 1992-93 | pas de compétition | pas de compétition     | pas de compétition        | pas de compétition |
| 8  | 1993-94 | Madrid             | Marsanz Torrejón       | MNK Uspinjaca             | 11-3               |
| 9  | 1994-95 | Maspalomas         | Dina Moscou            | Maspalomas Sol Europa     | 6-5                |
| 10 | 1995-96 | Rome               | BNL Calcetto Roma (it) | Pinturas Lepanto Zaragoza | 5-4                |
| 11 | 1996-97 | Moscou             | Dina Moscou (2)        | BNL Calcetto Roma (it)    | 2-2 tab 5-4        |
| 12 | 1997-98 | Talavera           | CLM Talavera           | Dina Moscou               | 3-3 (5-4 p)        |
| 13 | 1998-99 | Moscou             | Dina Moscou (3)        | Lazio Calcio a 5          | 2-1                |
| 14 | 1999-00 | Segovia            | Caja Segovia           | BNL Calcetto Roma (it)    | 4-1                |
| 15 | 2000-01 | Castellón          | Playas de Castellón    | Dina Moscou               | 4-2                |

### Palmarès par club
| Club                   | Nbr | Vainqueur                     | Finaliste            |
| ---------------------- | --- | ----------------------------- | -------------------- |
| Dina Moskva            | 5   | 3 : 1994-95, 1996-97, 1998-99 | 2 : 1997-98, 2000-01 |
| BNL Calcetto Roma (it) | 3   | 1 : 1995-96                   | 2 : 1996-97, 1999-00 |
| MNK Uspinjaca          | 2   | 1 : 1988-89                   | 1 : 1993-94          |
| FC Kras Boys           | 2   | 0                             | 2 : 1984-85, 1987-88 |
| ZVK Hasselt            | 2   | 0                             | 2 : 1985-86, 1986-87 |

### Palmarès par nation
| Nation   | Vainqueur | Finaliste | Clubs vainqueurs                                                                    |
| -------- | --------- | --------- | ----------------------------------------------------------------------------------- |
| Espagne  | 5         | 3         | Interviú Lloyd's, Marsanz Torrejón, CLM Talavera, Caja Segovia, Playas de Castellón |
| Russie   | 3         | 2         | MFK Dina Moskva (3)                                                                 |
| Italie   | 2         | 3         | Roma RCB, BNL Calcetto Roma (it)                                                    |
| Belgique | 2         | 2         | ZVC Hoboken, ZVK Ford Genk                                                          |
| Pays-Bas | 1         | 2         | Drei Keuninge                                                                       |
| Croatie  | 1         | 2         | MNK Uspinjaca                                                                       |
| Danemark | 1         | -         | Næstved IF                                                                          |
| Portugal | -         | 1         | AR Freixieiro                                                                       |